# ماکوکو (برزیل)
ماکوکو (به پرتغالی: Macuco) یک منطقهٔ مسکونی در برزیل است که در ریو دو ژانیرو واقع شده‌است. ماکوکو ۷۷٫۰۸۰ کیلومتر مربع مساحت و ۵٬۶۲۳ نفر جمعیت دارد و ۲۶۶ متر بالاتر از سطح دریا واقع شده‌است.